# Minou Zaribaf
Minou Zaribaf (* 1970 in Hamburg) ist eine deutsche Mediendesignerin und Comiczeichnerin.
Inspiriert durch amerikanische Comiczeichnerinnen des Underground wie Aline Kominsky-Crumb und Phoebe Gloeckner, begann Minou Zaribaf nach ihrem Fachabitur in Grafik, selbst Comics zu zeichnen. 1991 gründete sie zusammen mit Andreas Michalke das Comicmagazin „Artige Zeiten“, dass zwei Jahre später auf dem Comic-Salon in Hamburg mit dem Preis als bestes Fanzine bedacht wurde.
Minou Zaribaf lebt und arbeitet in Berlin als Illustratorin, Layouterin und Screendesignerin. Sie zeigt sich u. a. für das Layout und Lettering an Titeln wie Der alltägliche Kampf von Manu Larcenet oder Shenzhen von Guy Delisle verantwortlich.
Seit 2006 zeichnet sie den Comicstrip „Rockrätseln“ für die Wochenzeitung Jungle World.

## Publikationen (Auswahl)
- Artige Zeiten, Nr. 1–7 bei Reprodukt, Berlin 1991–1997
- Chicanisma, Reprodukt, Berlin 1999
- Libra Rising, Reprodukt, Berlin 1999
- Lord of Lies, Reprodukt, Berlin 2004